# Čul'man (fiume)
Il Čul'man (in russo Чульман?) è un fiume della Russia siberiana orientale (Repubblica Autonoma della Jacuzia-Sacha), affluente di sinistra del Timpton nel bacino della Lena.
Il fiume è formato dalla confluenza dei rami sorgentizi Malyj Čul'man e Pravyj Čul'man, i quali scendono dai monti Stanovoj, e scorre con direzione nord-orientale. Sfocia nel Timpton a 362 km dalla foce. La lunghezza del fiume è di 109 km (166 km dalla sorgente del Pravyj Čul'man), il bacino imbrifero è di 4 020 km².
Sulle sue rive si trovano la città di Nerjungri e il villaggio di Čul'man, e il fiume è frequentato dagli amanti del rafting (indice III della scala WW).